# マーシー・ルイス

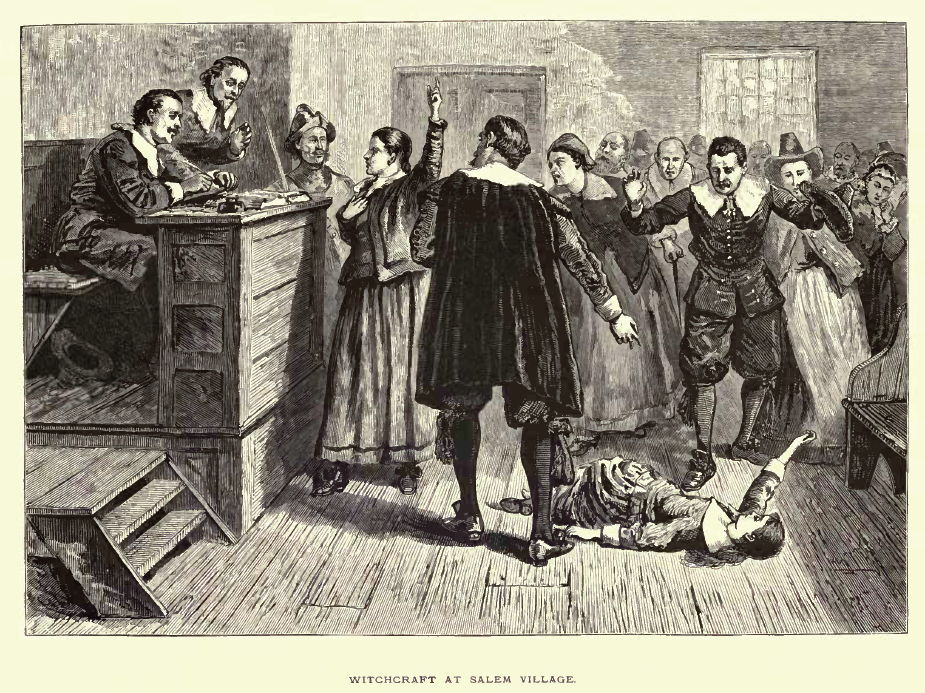
1876年に描かれた法廷のイラスト。 中心の少女は、一般的にメアリー・ウォルコットであると考えられている。

マーシー・ルイス（英語: Mercy Lewis, 1674/75年頃 - 17??年）は、セイラム魔女裁判の告発者の一人。彼女はメイン州ファルマスにあたる場所で生まれた。マーシー・ルイスは、フィリップ・ルイスとメアリー・ルイスの子だった。

## 若年期
ルイスは彼女の村に対する攻撃から逃れてきた難民だった。彼女の家族は、他の難民と共に、アメリカのニューイングランド、メイン湾の入り口にあるカスコ湾に到着した。
マサチューセッツのセイラムで1680年から83年に活動したピューリタンの牧師ジョージ・バロウズは、インディアンによる襲撃の生き残りの一人だった。
セイラムに定住した後、ルイスの叔父であるトマス・スキリングは、襲撃によって負った傷が原因で死亡した。1683年、ルイスの家族はカスコ湾の島に引き返した。1689年にインディアンの2回目の攻撃が始まり、ルイスの両親が死亡して彼女は孤児になった。
1689年9月30日に、インディアンによる襲撃によって彼女の祖父母、叔母、叔父、そしていとこの大部分が殺害された。結果として、14歳のルイスはバロウズ牧師の家の使用人となった。1691年に、彼女は結婚した姉妹が住んでいたセイラムに移住し、トーマス・パットナム家の侍女となった。
パットナム家の一員として、ルイスはアン・パットナム・ジュニアと彼女のいとこメアリー・ウォルコットの友人となった。

## セイラム魔女裁判
1692年にルイスはセイラム魔女裁判で重要な役割を担った。その裁判では、以前の主人のジョージ・バロウズを含む20人が魔女術使いの疑いで処刑された。1692年3月26日にエリザベス・プロクターを告発したように、ルイスは、メアリー・イースティが一度解放されたにもかかわらず、彼女に対する追及を続けたため再度のメアリーの投獄と処刑をもたらした。
エリザベス・プロクターに対しては、アビゲイル・ウィリアムズとルイスの両方が家で苦しめられたという告発が行われた。
ルイスによって告発された者は、ジャイルズ・コーリー、ブリジット・ビショップ、スザンナ・マーティン、ジョン・ウィラード、サラ・ワイルズが含まれる。ルイス自身も告発の対象となった。アン・パットナム・ジュニアはルイスの亡霊を見たと主張した。
裁判の後、ルイスはボストンに移住し、叔母と共に暮らした。

## フィクション
『ファンタスティック・ビーストと魔法使いの旅』で、ポーペンティナ・ゴールドスタインは、驚きとショックを示す表現としてマーシー・ルイスという名を使用した。